# Dirksia
Dirksia es un género de arañas araneomorfas de la familia Hahniidae. Se encuentra en la zona holartica.

## Lista de especies
Según The World Spider Catalog 12.0:
- Dirksia cinctipes (Banks, 1896)
- Dirksia pyrenaea (Simon, 1898)